# خرچنگ‌های گل‌آلود
خرچنگ‌های گِل‌آلود (نام علمی: Panopeidae) نام یک خانواده از بالاخانواده گل‌نشین‌واران است.